# Burg Arnstein (Sachsen)
Die im Volksmund Ottendorfer Raubschloß genannte Burg Arnstein ist die Ruine einer Felsenburg, die rechtsseitig des Kirnitzschtales auf dem gleichnamigen Berg (327 m ü. d. M.) liegt. Heute lassen sich noch Balkenlager, Steintreppen, ein Burgverlies, Felsklammern, Balkenlager für den ehemaligen Burgfried, die Zisterne, eine Höhle mit Bearbeitungsspuren und Felszeichnungen finden.

## Lage und Umgebung

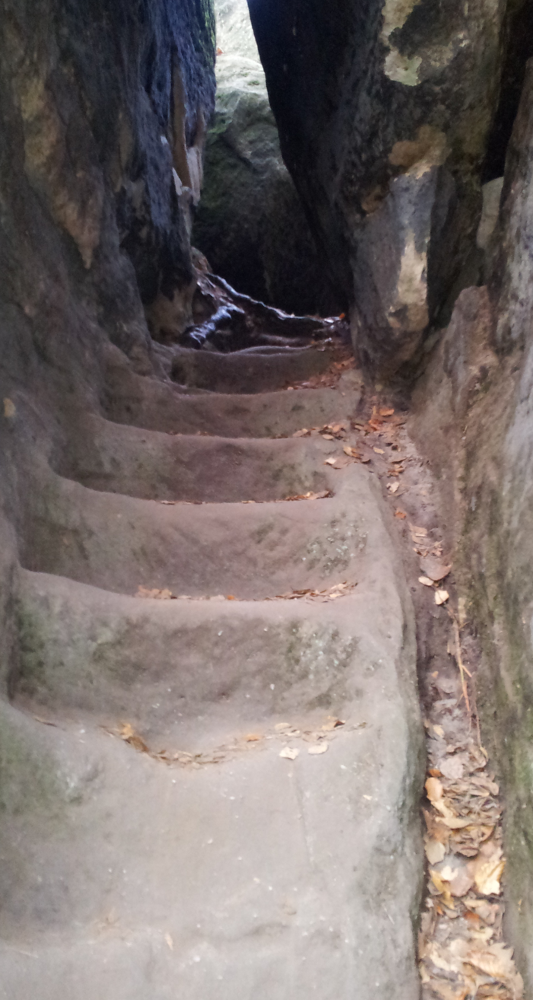
Aufstieg in die Burganlage

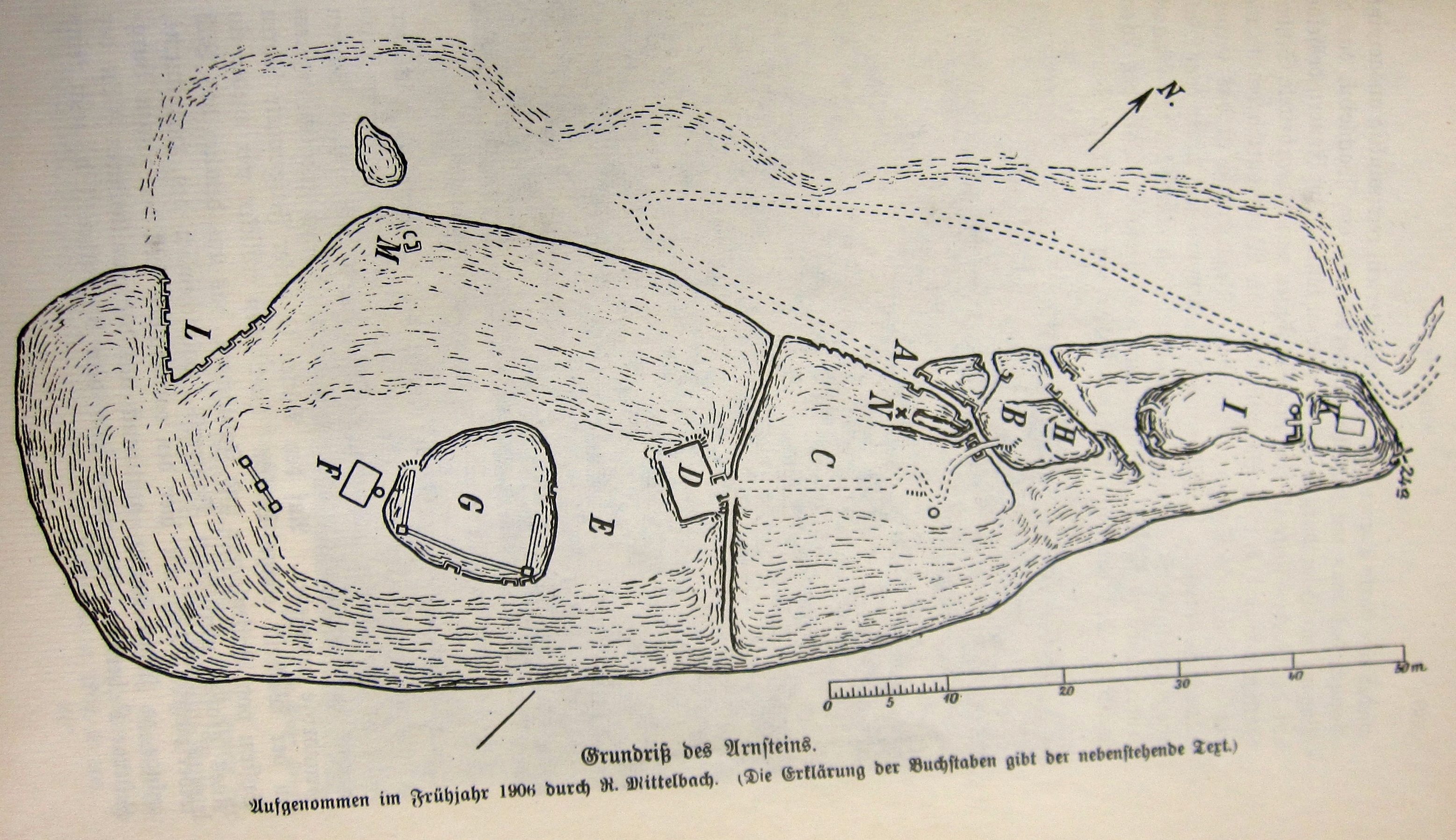
Grundriss des Arnsteins (1906)

Der Arnstein befindet sich in der Hinteren Sächsischen Schweiz an der Einmündung des von dem Ortsteil Ottendorf der Stadt Sebnitz herabziehenden Dorfbachgrundes in die Kirnitzsch. In unmittelbarer Nähe – im Kirnitzschtal gelegen – befinden sich die alten Sägemühlen Neumannmühle und Buschmühle. Die wesentlich in den Burgenbau einbezogene Arnsteinhöhle hat im Sächsischen Höhlenkataster die Nr. 5051/SH-03.

## Geschichte
Eine erste urkundliche Erwähnung findet die Burg Arnstein am 4. August 1436, als die Höhenburg von den besitzenden Berken von der Dubá an Siegmund von Wartenberg († 1438) aus Tetschen, einen böhmischen Adligen, verpfändet war.
Da der damals kriegerische Siegmund von Wartenberg auf seinen Raubzügen auch sächsische und bischöflich-meißnerische Gebiete und die Handelswege der Oberlausitzer Sechsstädte bedrohten, wurde die Burg 1436 vom Kurfürstentum Sachsen und dem Sechsstädtebund belagert. Der Ritter gab auf, unterzeichnete einen Waffenstillstand und am 19. Oktober 1436 folgte ein Friedensvertrag vor Kaiser Sigismund in Prag.
Ein halbes Jahr später überfiel ein Spießgeselle des Ritters, der Tetschener Bürger Rauchfuß, genannt Bauerfeind, sechs Dörfer darunter Krippen, Schöna und Reinhardtsdorf. Dabei verloren die Bauern der Dörfer ihren gesamten Viehbestand (360 Rinder, 120 Pferde und 200 Schafe) und die Dorfbewohner wurden auf den Arnstein verschleppt und dort gefangen gehalten.
Daraufhin verbünden sich am 17. August 1437 die sächsischen Fürsten mit Heinrich von der Dubá von Wildenstein, die Burg wurde erneut belagert und brannte dabei ab. Siegmund von Wartenberg gab auf und wurde am 17. April 1438 in den Friedensvertrag zu Altenburg gezwungen. Um weitere Auseinandersetzungen zu verhindern, musste Siegmund von Wartenberg die Burg Arnstein für 500 Groschen an den Kurfürsten von Sachsen verkaufen. Die Burg wurde danach den Berken von der Dubá auf Wildenstein überlassen, die diese aber nur notdürftig wieder herstellten.

## Bauwerk
In der ersten Bauperiode im 14. und Anfang des 15. Jahrhunderts sind der Wohnturm, die Wohn- und Küchengebäude, die Toranlagen der Kernburg und die Wirtschaftsgebäude und Befestigungen der Vorburg errichtet worden. Das gesamte Bauwerk konnte sich durchaus mit der nahen Burg Wildenstein messen und war zu der Zeit eine der größeren Burganlagen auf dem Gebiet der Sächsischen Schweiz.
Aufgrund der Zerstörungen in den Jahren 1437/38 lässt sich danach eine zweite aber wesentlich kleinere Bauperiode vermuten. Dabei wurde der unterste Felsen der Kernburg aufgegeben und der Zugang unmittelbar von der Vorburg in die mittlere Kernburg verlegt. Damit scheint eine Aufgabe jedes repräsentativen Anspruchs der Burg einherzugehen, da diese jetzt nur noch durch eine enge und schwer passierbare Felsspalte betreten werden konnte. Mit dem Übergang der Burg an Sachsen kam es zum endgültigen Zerfall der Anlage. 1451 wurde die Burg endgültig zerstört.

## Zugang
Günstigster Ausgangspunkt für einen Besuch des Arnsteins ist die Buschmühle im Kirnitzschtal. Von dort führt ein markierter Fußweg in 40 min hinauf zum Burgfelsen. Von den beiden Ortschaften Ottendorf und Saupsdorf führen ebenfalls markierte Wanderwege zum Arnstein.
Der Aufstieg auf den Felsen erfolgt über einen nicht-markierten, aber ausgeschilderten und somit offiziellen Weg, der einen über zahlreiche Treppen und Leitern zum ehemaligen Raubschloss bringt. 

## Sage
Die Sage von der Burg Arnstein erzählt, dass der letzte Raubritter, auf einem südlich vorgelagerten Felsen auf das Rad geflochten wurde und dabei auf grausame Weise zu Tode kam. Er soll auf der Burg einen Schatz versteckt haben. Das Versteck hat er aber nie verraten. Aufgrund der Erzählungen in der Sage erfolgten 1987/88 Grabungen in der Zisterne. Ein Schatz wurde aber nicht gefunden.